# Christopher J.H. Wright
Christopher J.H. Wright (1947) is anglicaans oudtestamenticus. Zijn ouders waren tot vlak voor zijn geboorte missionarissen in Brazilië. In de jaren 70 studeerde hij in Cambridge, Engeland op de oudtestamentische ethiek. In de jaren 80 woonde hij, met zijn vrouw en vier kinderen, vijf jaar in India om daar les te geven. Zijn bekendste werk verscheen in 2006: The Mission of God: Unlocking the Bible's Grand Narrative. In 2010 verscheen een meer populaire editie van dit academische boek onder de titel The Mission of God's People.

## Beknopte bibliografie
- Knowing Jesus through the Old Testament, 1990 (vertaald als Jezus leren kennen door het Oude Testament, 1999)
- Walking in the Ways of the Lord: The Ethical Authority of the Old Testament, 1995
- Old Testament Ethics for the People of God, 2004
- The Mission of God: Unlocking the Bible's Grand Narrative, 2006
- The God I Don’t Understand: Reflections on Tough Questions of Faith, 2009 (vertaald als De God die ik niet begrijp, 2010)
- The Mission of God's People: Biblical Theology for Life, 2010 (vertaald als De Bijbelse missie, 2011)